# Torlakovac
Torlakovac är en ort i Bosnien och Hercegovina. Den ligger i entiteten Federationen Bosnien och Hercegovina, i den centrala delen av landet, 90 km nordväst om huvudstaden Sarajevo. Torlakovac ligger 447 meter över havet och antalet invånare är 629.
Terrängen runt Torlakovac är huvudsakligen kuperad, men åt nordväst är den bergig. Torlakovac ligger nere i en dal. Närmaste större samhälle är Donji Vakuf, 11,6 km sydost om Torlakovac. 
I omgivningarna runt Torlakovac växer i huvudsak blandskog. Runt Torlakovac är det ganska tätbefolkat, med 93 invånare per kvadratkilometer.